# العلاقات الأنغولية الغانية
العلاقات الأنغولية الغانية هي العلاقات الثنائية التي تجمع بين أنغولا وغانا.

## مقارنة بين البلدين
هذه مقارنة عامة ومرجعية للدولتين:
| وجه المقارنة                                              | أنغولا           | غانا         |
| --------------------------------------------------------- | ---------------- | ------------ |
| المساحة (كم2)                                             | 1.25 مليون       | 238.53 ألف   |
| عدد السكان (نسمة)                                         | 29.78 مليون      | 26.91 مليون  |
| الكثافة السكانية (ن./كم²)                                 | 23.82            | 112.82       |
| العاصمة                                                   | لواندا           | أكرا         |
| اللغة الرسمية                                             | اللغة البرتغالية | لغة إنجليزية |
| العملة                                                    | كوانزا أنغولي    | سيدي غاني    |
| الناتج المحلي الإجمالي (بليون دولار)                      | 124.21 مليار     | 47.33 مليار  |
| الناتج المحلي الإجمالي (تعادل القوة الشرائية) بليون دولار | 184.83 مليار     | 115.41 مليار |
| الناتج المحلي الإجمالي الاسمي للفرد دولار أمريكي          | 4.10 ألف         | 1.37 ألف     |
| الناتج المحلي الإجمالي للفرد دولار أمريكي                 |                  | 4.08 ألف     |
| مؤشر التنمية البشرية                                      | 0.533            | 0.579        |
| رمز المكالمات الدولي                                      | +244             | +233         |
| رمز الإنترنت                                              | .ao              | .gh          |
| المنطقة الزمنية                                           | ت ع م+01:00      | 00           |

## منظمات دولية مشتركة
يشترك البلدان في عضوية مجموعة من المنظمات الدولية، منها:
| علم المنظمة | اسم المنظمة                                 | تاريخ انضمام أنغولا | تاريخ انضمام غانا |
| ----------- | ------------------------------------------- | ------------------- | ----------------- |
|             | الاتحاد الدولي للاتصالات                    | 13 أكتوبر 1976      | 17 مايو 1957      |
|             | الاتحاد الأفريقي                            | 11 فبراير 1979      | ?                 |
|             | منظمة حظر الأسلحة الكيميائية                | ?                   | ?                 |
|             | البنك الإفريقي للتنمية                      | ?                   | ?                 |
|             | منظمة التجارة العالمية                      | ?                   | ?                 |
|             | منظمة الشرطة الجنائية الدولية               | ?                   | ?                 |
|             | الأمم المتحدة                               | 1 ديسمبر 1976       | 8 مارس 1957       |
|             | يونسكو                                      | 11 مارس 1977        | 11 أبريل 1958     |
|             | البنك الدولي للإنشاء والتعمير               | 19 سبتمبر 1989      | 20 سبتمبر 1957    |
|             | وكالة ضمان الاستثمار متعدد الأطراف          | 19 سبتمبر 1989      | 29 أبريل 1988     |
|             | مؤسسة التنمية الدولية                       | 19 سبتمبر 1989      | 29 ديسمبر 1960    |
|             | مؤسسة التمويل الدولية                       | 19 سبتمبر 1989      | 3 أبريل 1958      |
|             | الاتحاد البريدي العالمي                     | ?                   | ?                 |
|             | مجموعة دول أفريقيا والكاريبي والمحيط الهادئ | ?                   | ?                 |

## وصلات خارجية
- موقع وزارة الخارجية الأنغولية
- موقع وزارة الخارجية الغانية